# Savski Marof
Savski Marof is een plaats in de gemeente Brdovec in de Kroatische provincie Zagreb. De plaats telt 35 inwoners (2001).